# Jesús Posada
Jesús María Posada Moreno (ur. 4 kwietnia 1945 w Sorii) – hiszpański polityk i urzędnik państwowy, parlamentarzysta, działacz Partii Ludowej, były prezydent Kastylii i Leónu oraz minister, przewodniczący Kongresu Deputowanych X kadencji.

## Życiorys
Z wykształcenia inżynier, absolwent Universidad Complutense de Madrid. Ukończył też studia ekonomiczne na Uniwersytecie Complutense w Madrycie.
W latach 70. pracował jako wykładowca ekonomii w szkole inżynierskiej. Został urzędnikiem państwowym w ramach korpusu Cuerpo Superior de Administradores Civiles del Estado. Od 1976 do 1979 był zastępcą sekretarza w ministerstwie robót publicznych. Następnie do 1981 pełnił funkcję przedstawiciela rządu (gobernador civil) na prowincję Huelva, po czym przez rok zarządzał przedsiębiorstwem transportowym. W 1983 wybrany do kortezów regionalnych Kastylii i Leónu, został też ombudsmanem dla prowincji Soria. W 1987 dołączył do regionalnego rządu, odpowiadając w nim za sprawy rozwoju. W latach 1989–1991 był prezydentem Kastylii i Leónu, zaś w 1991 wszedł w skład hiszpańskiego Senatu.
W 1993 po raz pierwszy z ramienia Partii Ludowej uzyskał mandat posła do Kongresu Deputowanych. Do niższej izby Kortezów Generalnych był następnie wybierany w wyborach w 1996, 2000, 2004, 2008, 2011, 2015 oraz 2016.
W kwietniu 1999 premier José María Aznar powierzył mu funkcję ministra rolnictwa, rybołówstwa i żywności. W kwietniu 2000 przeszedł na stanowisko ministra administracji publicznej, resortem tym zarządzał do lipca 2002. W grudniu 2011 został przewodniczącym Kongresu Deputowanych X kadencji, urząd ten sprawował do stycznia 2016.